# 马宝山

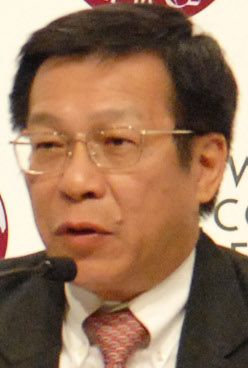

马宝山（1948年9月12日—），新加坡国家发展部前部长。育有二个儿子和二个女儿。
1948年在新加坡出生，1968荣获新加坡总统奖学金及新加坡哥伦坡计划奖学金赴澳洲新南威爾士大學深造。1971年毕业于新南威尔斯大学一等荣誉学位并继续深造。1973年获得理科硕士。回国后加入新加坡公共行政部门。1988年当选国会议员，后在1991年、1997年、2001年及2006年的大选中继续当选。1988年任新加坡贸工部政务部长兼新闻及艺术部政务部长。1991年在吴作栋总理内阁，被任命代新闻及艺术部长兼贸工部政务部长。1999年, 他被升任国家发展部长。2004年8月, 李显龙总理再任命他为国家发展部长。2008年3月内阁改组，他再度被委任为国家发展部长。2015年退出政壇。